# David Hyde Pierce
Pour les articles homonymes, voir Pierce.
David Hyde Pierce est un acteur américain né le 3 avril 1959 à Saratoga Springs (État de New York).

## Biographie
David Pierce est le second fils et le petit dernier d'une famille de quatre enfants. Son père était acteur et sa mère agent d'assurance. Enfant, il jouait de l'orgue pour l'église épiscopale locale de Bethisda. Prévoyant au départ de faire carrière dans la musique, il décide d'y consacrer son temps libre. Il commence parallèlement une carrière d'acteur. Il ajoute « Hyde » à son véritable nom patronymique afin d'éviter une confusion avec un autre acteur.
David Hyde Pierce s'est fait connaître dans Frasier où il interprétait Niles, le frère du personnage principal. Il est récompensé pour ce rôle à quatre reprises du Primetime Emmy Award du meilleur acteur dans un second rôle dans une série télévisée comique et détient le record de nominations avec 11 années consécutives. 
Pourtant, à l'inverse de son personnage, il est homosexuel et a épousé son partenaire, un producteur de trois ans et un jour son aîné, le 24 octobre 2008. Cette union a eu lieu quelques jours après le rejet de la proposition 8, visant à interdire le mariage entre personnes de même sexe.
David Hyde Pierce est très impliqué dans des associations bénévoles luttant contre la maladie d'Alzheimer.
Mis à part son rôle dans Frasier, David Hyde Pierce a eu l'occasion de travailler à nouveau avec Kelsey Grammer et John Mahoney dans Les Simpson. Lui et John Mahoney sont les parrains du fils de Jane Leeves, autre star de Frasier.

## Filmographie
- 1988 : The Appointments of Dennis Jennings : Businessman
- 1988 : Les Feux de la nuit (Bright Lights, Big City) : Barman au Fashion Show
- 1988 : Izzy et Sam (Crossing Delancey), de Joan Micklin Silver : Mark
- 1988 : Rocket Gibraltar : Monsieur Henri
- 1989 : Embrasse-moi, vampire (Vampire's Kiss) : Theater Guy
- 1990 : Across Five Aprils : Union Soldier
- 1991 : Le Petit Homme (Little Man Tate) : Garth
- 1991 : The Fisher King : Le Roi pêcheur (The Fisher King) : Lou Rosen
- 1992 : The Powers That Be (en) (série télévisée) : Theodore Van Horne
- 1993 : Nuits blanches à Seattle (Sleepless in Seattle) : Dennis Reed
- 1993 : Frasier (série télévisée) : Dr Niles Crane
- 1993 : Addams Family Values : Delivery Room Doctor
- 1994 : Wolf de Mike Nichols : Roy
- 1995 : Ripple : Peter
- 1995 : Nixon d'Oliver Stone : John Dean
- 1996 : Mighty Ducks (série télévisée) : Baron von Lichtenstamp (voix)
- 1997 : Les Simpson : Cecil Terwilliger, frère de Tahiti Bob (voix) (saison 8, épisode 16)
- 1998 : 1 001 Pattes (A Bug's Life) : Slim (voix)
- 1999 : Barney (série télévisée) : Slim (voix)
- 1999 : Jackie's Back! (en) (TV) : Perry
- 1999 : Rencontre, Amour et Sexe (The Mating Habits of the Earthbound Human) : le narrateur (voix)
- 2000 : Isn't She Great : Michael Hastings
- 2000 : Chain of Fools : M. Kerner
- 2000 : The Tangerine Bear (en) : Bird (voix)
- 2001 : Wet Hot American Summer : Henry
- 2001 : On the Edge (en) (TV) : Barney (segment "Happy Birthday")
- 2001 : Happy Birthday : Barney
- 2001 : Osmosis Jones : Drix (voix)
- 2001 : Laud Weiner (en) : Laud Weiner
- 2002 : Full Frontal : Carl
- 2002 : La Planète au trésor, un nouvel univers (Treasure Planet) : Doctor Doppler (voix)
- 2003 : Bye Bye Love (Down with Love) : Peter MacMannus
- 2004 : Hellboy de Guillermo del Toro : Abe Sapien (voix)
- 2007 : Les Simpson : Cecil Terwilliger (voix) (saison 19, épisode 8)
- 2008 : Hellboy II : Les légions d'or maudites (Hellboy II: The Golden Army) de Guillermo del Toro
- 2010 : The perfect host : Warwick
- 2014 : Les Simpson : Felix (voix) (saison 26, épisode 1)
- 2015 : The Good Wife (TV) : Frank Prady (saison 6)
- 2017 : When We Rise (TV) : Dr Jones (4 épisodes)
- 2017 : The Lavender Scare de Josh Howard : Frank Kameny (voix)
- 2024 : The Exorcism de Joshua John Miller et M. A. Fortin : le père Conor